# Лиссак (Арьеж)
Лисса́к (фр. Lissac) — коммуна во Франции, находится в регионе Юг — Пиренеи. Департамент коммуны — Арьеж. Входит в состав кантона Савердён. Округ коммуны — Памье.
Код INSEE коммуны — 09170.

## Население
Население коммуны на 2008 год составляло 208 человек.
| 1962 | 1968 | 1975 | 1982 | 1990 | 1999 | 2008 |
| ---- | ---- | ---- | ---- | ---- | ---- | ---- |
| 160  | 187  | 199  | 136  | 164  | 176  | 208  |

## Экономика
В 2007 году среди 113 человек в трудоспособном возрасте (15—64 лет) 84 были экономически активными, 29 — неактивными (показатель активности — 74,3 %, в 1999 году было 63,5 %). Из 84 активных работали 78 человек (51 мужчина и 27 женщин), безработных было 6 (2 мужчины и 4 женщины). Среди 29 неактивных 6 человек были учениками или студентами, 8 — пенсионерами, 15 были неактивными по другим причинам.

## Достопримечательности
- Средневековой замок, построенный на холме
- Церковь св. Иоанна, построенная на развалинах часовни XI века. Фасад возведён из красного кирпича
- Замок XVII века